# Holagundi, Hadagalli
Holagundi là một làng thuộc tehsil Hadagalli, huyện Bellary, bang Karnataka, Ấn Độ.